# Henry Creed

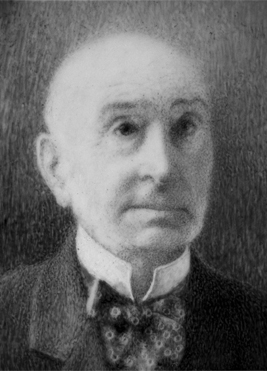
Henry Creed II

Henry Creed II (* 1824; † 1914) war in der Mitte des 19. Jahrhunderts ein englischer Herrenschneider. Er war auch bekannt als Hersteller von Reitbekleidung für Damen.

## Biografie
Er war der Sohn von Henry Creed (geb. 1765) und Enkel von James Creed (geb. 1710), dem aus Leicester stammenden Begründer der Firmendynastie, der 1760 nach London gekommen war, wo er sich erfolgreich bemüht hatte, die Diener modebewusster Gentlemen kennenzulernen und so deren Herrschaft als Kunden zu gewinnen.
Der Enkel Henry Creed II folgte diesem Verfahren. Nachdem er eine sorgfältige Erziehung genossen und sich auf Reisen gebildet hatte, bemühte er sich um Bekanntschaften nun freilich nicht mehr der Diener, sondern der Gentlemen selbst. Am erfolgreichsten war er in dieser Hinsicht bei Comte d’Orsay, dem bekanntesten französischen Dandy der Zeit, der auch eine Modekolumne in der Londoner Daily News schrieb, der Creed zahlreiche Kontakte in der englischen und französischen Aristokratie vermittelte.
Bekannt wurde Creed auch durch seine Reitkostüme für Damen. Als er für den Herzog und die Herzogin von Alba, die ältere Schwester der französischen Kaiserin Eugénie, Reitkostüme aus gleichartigem Stoff fertigte, erregte das Aufsehen und wurde zum Ursprung des Tweedkostüms, einem der wichtigsten Damenbekleidungsartikel im 20. Jahrhundert (die Spionin Mata Hari wurde 1917 in einem Tweedkostüm von Creed erschossen). Königin Victoria ernannte ihn zum Hoflieferanten für Tweedkleidung. Ihm wurde ebenfalls der k.u.k. Hoflieferantentitel als Schneider in London verliehen.
Darüber hinaus war Creed Parfümeur. 1845 schuf er für Königin Victoria das Parfüm Fleurs de Bulgarie, das noch heute hergestellt wird.
1854 eröffnete Creed eine Filiale am Place de’l Opera in Paris und begann, englische Tweedkleidung an die Franzosen des Zweiten Kaiserreichs zu verkaufen. Auch die Kaiserin Eugénie war seine Kundin. Als nach der Niederlage Frankreichs 1871 die Geschäfte dort gefährdet schienen, reiste Creed nach Paris und wurde dort bei einer politischen Auseinandersetzung verwundet, überlebte jedoch.
Creed war verheiratet mit Eleanor Southey, Schwester des romantischen Dichters Robert Southey. Sein Sohn Henry Creed III (geb. 1863) folgte ihm in der Leitung des Familienunternehmens.